# French Open 1972 (Badminton)
Die French Open 1972 im Badminton fanden vom 22. bis zum 23. April 1972 in Le Havre statt. Es war die 42. Auflage des Championats. Das Turnier stand aufgrund von Terminschwierigkeiten am ursprünglich vorgesehenen Austragungsort Paris vor der Absage. Kurzfristig übernahm letztlich Le Havre das Turnier und sicherte so die Austragung der Auflage der French Open des Jahres 1972.

## Finalresultate
| Disziplin    | Sieger                       | Finalist                           | Ergebnis          |
| ------------ | ---------------------------- | ---------------------------------- | ----------------- |
| Herreneinzel | Herman Moens                 | Daniel Gosset                      | 15-6, 15-12       |
| Dameneinzel  | Margaret Gardner             | Viviane Beaugin                    | 11-6, 8-11, 11-7  |
| Herrendoppel | Holger Rode Edelwald Rumpel  | Joël Guéguen Per Walsøe            | 17-16, 15-8       |
| Damendoppel  | Margaret Gardner Yveline Hue | Grete Poulsen Françoise Le Houérou | 15-9, 7-15, 15-8  |
| Mixed        | Per Walsøe Yveline Hue       | Holger Rode Viviane Beaugin        | 9-15, 15-9, 15-11 |